# Mary Monckton
Mary Monckton o Mary Boyle (21 de maig de 1746 - Londres, 30 de maig de 1840) va ser comtessa de Cork i Orrery i una agent literària anglo-irlandesa.
Era filla de John Monckton, primer vescomte de Galway, amb la seva segona esposa, Jane Westenra de Rathleagh, del comtat de Queen's, Irlanda.
Des de la seva joventut, va tenir un gran interès per la literatura i, a través de la seva influència, la casa de la seva mare a Londres es va convertir en el lloc de trobada preferit d'escriptors famosos, on Samuel Johnson era un convidat freqüent. James Boswell situa Mary Monckton entre els agents literaris, i escriu: "Johnson venia sovint a aquests cercles, i no el considerava gens seriós l'animada Miss Monckton (ara comtessa de Corke), que solia fer els millors preparatius a la casa de la seva mare, Lady Galway. La seva vivacitat va encantar el convidat, i solien parlar junts amb tota la facilitat que es pot imaginar".
El dramaturg Richard Brinsley Sheridan era un amic íntim i visitant regular: en les eleccions generals del 1780, defensava el partit Whig amb el germà de Mary, Edward, i va ser elegit segon membre de Stafford. Joshua Reynolds, Edmund Burke i Horace Walpole estaven entre els seus visitants, i la Sra. Siddons era la seva amiga més propera. El 1786, es va convertir en la segona esposa d'Edmund Boyle, 7è comte de Cork i 7è comte d'Orrery. Com Lady Cork, el seu amor pels "lleons" socials es va fer més pronunciat que mai. Entre els seus clients habituals hi havia Canning, Castlereagh, Byron, Walter Scott, John Russell, Robert Peel, Theodore Hook i Sydney Smith. Políticament, mai va haver-hi cap dubte de les seves simpaties: encara que el germà Edward va vacil·lar, Mary sempre es va considerar "una veritable Whig".
Se suposa que va ser l'original Lady Bellair al 'Henrietta Temple de Benjamin Disraeli, i es creu que va inspirar Charles Dickens en alguns aspectes de la Sra. Leo Hunter a Els papers pòstums del Club Pickwick. Lady Cork tenia molta memòria i era una brillant conversadora. Moltes de les novel·les històriques de Georgette Heyer es refereixen a la fama dels agents literaris, i el paper crucial de ser un bon conversador: un personatge remarca que el més alt elogi que una amfitriona pot somiar és anomenar-se "segona senyora Cork".
Va morir a Londres el 30 de maig de 1840. Tenia noranta-quatre anys, però pocs dies de la seva mort encara mantenia llargues converses nocturnes. Va ser enterrada a l'església parroquial de Brewood, Staffordshire, propera a les propietats del seu germà, Edward Monckton.